# جیمز روزنا
جیمز روزنا (انگلیسی: James N. Rosenau; ۲۵ نوامبر ۱۹۲۴ – ۹ سپتامبر ۲۰۱۱) دانشمند علوم سیاسی و استاد دانشگاه اهل ایالات متحده آمریکا بود. او در سال‌های ۱۹۸۴ و ۱۹۸۵ رئیس انجمن مطالعات بین‌الملل بود. تحقیقات او بیشتر بر سازوکار سیاست بین‌الملل متمرکز است. از او بیش از سی و پنج کتاب و دهه‌ها مقاله به‌جای مانده‌است. روزنا از نخستین کسانی بود که تلاش کرد در علوم سیاسی و روابط بین‌الملل را در چارچوب سامانه‌های انطباقی پیچیده بررسی کند. مجلهٔ فارن پالیسی در سال ۲۰۰۵ از روزنا در میان تاثیرگذارترین محققان امور بین‌المللی نام برد.
وی همچنین برندهٔ جوایزی همچون کمک‌هزینه گوگنهایم شده‌است.